# La Villedieu (Lozère)
Pour les articles homonymes, voir La Villedieu.
La Villedieu est une ancienne commune française, située dans le département de la Lozère en région Occitanie. Depuis le 1er janvier 2019, elle est une commune déléguée de Monts-de-Randon. Ses habitants sont appelés les Villadéens.

## Géographie

### Communes limitrophes
|                          |                            |                                                                   |
| Saint-Denis-en-Margeride | La Villedieu               | La Panouse                                                        |
|                          | Estables (Monts-de-Randon) | Saint-Sauveur-de-Ginestoux, Arzenc-de-Randon (par un quadripoint) |

Au nord, la commune de Saint-Paul-le-Froid n'est distante que d'une vingtaine de mètres du territoire communal.

### Hydrographie
La rivière Truyère prend sa source sur la commune de La Villedieu. 

## Histoire
Le 1er janvier 2019, la commune fusionne avec Estables, Rieutort-de-Randon, Saint-Amans et Servières pour former la commune nouvelle de Monts-de-Randon dont la création est actée par un arrêté préfectoral du 28 novembre 2018.

## Politique et administration
| Période      | Période  | Identité     | Étiquette | Qualité |
| ------------ | -------- | ------------ | --------- | ------- |
| janvier 2019 | En cours | Noël Bestion |           |         |

| Période | Période | Identité      | Étiquette | Qualité |
| ------- | ------- | ------------- | --------- | ------- |
| 2001    | 2008    | Gaston Bayle  | DVD       |         |
| 2008    | 2014    | Jean Bourgade |           |         |
| 2014    | 2018    | Noël Bestion  |           |         |

## Démographie
L'évolution du nombre d'habitants est connue à travers les recensements de la population effectués dans la commune depuis 1793. Pour les communes de moins de 10 000 habitants, une enquête de recensement portant sur toute la population est réalisée tous les cinq ans, les populations de référence des années intermédiaires étant quant à elles estimées par interpolation ou extrapolation. Pour la commune, le premier recensement exhaustif entrant dans le cadre du nouveau dispositif a été réalisé en 2008.

En 2016, la commune comptait 32 habitants, en évolution de −20 % par rapport à 2010 (Lozère : +0,11 %, France hors Mayotte : +2,11 %).
| 1793 | 1800 | 1806 | 1821 | 1831 | 1836 | 1841 | 1846 | 1851 |
| ---- | ---- | ---- | ---- | ---- | ---- | ---- | ---- | ---- |
| 240  | 168  | 214  | 147  | 186  | 218  | 222  | 234  | 244  |

| 1856 | 1861 | 1866 | 1872 | 1876 | 1881 | 1886 | 1891 | 1896 |
| ---- | ---- | ---- | ---- | ---- | ---- | ---- | ---- | ---- |
| 236  | 232  | 257  | 267  | 273  | 292  | 330  | 302  | 292  |

| 1901 | 1906 | 1911 | 1921 | 1926 | 1931 | 1936 | 1946 | 1954 |
| ---- | ---- | ---- | ---- | ---- | ---- | ---- | ---- | ---- |
| 280  | 300  | 290  | 230  | 217  | 215  | 205  | 146  | 127  |

| 1962 | 1968 | 1975 | 1982 | 1990 | 1999 | 2006 | 2008 | 2013 |
| ---- | ---- | ---- | ---- | ---- | ---- | ---- | ---- | ---- |
| 117  | 112  | 83   | 81   | 62   | 51   | 43   | 41   | 32   |

| 2016 | - | - | - | - | - | - | - | - |
| ---- | - | - | - | - | - | - | - | - |
| 32   | - | - | - | - | - | - | - | - |

La Villedieu était avant sa fusion en 2019 la commune la plus faiblement peuplée du département de la Lozère. Depuis 2019 les deux communes les moins peuplées de Lozère sont Sainte Eulalie et Saint-Laurent-de-Veyrès avec 37 habitants chacune.

## Culture locale et patrimoine

### Lieux et monuments
- Col des Trois Sœurs à 1 452 m.
- Col de la Croix de Bor à 1 418 m.